# 察拉乡
察拉乡，是中华人民共和国西藏自治区昌都市察雅县下辖的一个乡镇级行政单位。

## 行政区划
察拉乡下辖以下地区：
察拉村、夏达村、学达村、卡达村和金巴村。